# Aspidoglossum
Aspidoglossum är ett släkte av oleanderväxter. Aspidoglossum ingår i familjen oleanderväxter.

## Dottertaxa tillAspidoglossum, i alfabetisk ordning[1]
- Aspidoglossum angustissimum
- Aspidoglossum araneiferum
- Aspidoglossum biflorum
- Aspidoglossum breve
- Aspidoglossum carinatum
- Aspidoglossum connatum
- Aspidoglossum crebrum
- Aspidoglossum delagoense
- Aspidoglossum demissum
- Aspidoglossum difficile
- Aspidoglossum dissimile
- Aspidoglossum elliotii
- Aspidoglossum erubescens
- Aspidoglossum eylesii
- Aspidoglossum fasciculare
- Aspidoglossum flanaganii
- Aspidoglossum glabellum
- Aspidoglossum glabrescens
- Aspidoglossum glanduliferum
- Aspidoglossum gracile
- Aspidoglossum grandiflorum
- Aspidoglossum heterophyllum
- Aspidoglossum hirundo
- Aspidoglossum interruptum
- Aspidoglossum lamellatum
- Aspidoglossum lanatum
- Aspidoglossum masaicum
- Aspidoglossum nyasae
- Aspidoglossum ovalifolium
- Aspidoglossum restioides
- Aspidoglossum rhodesicum
- Aspidoglossum uncinatum
- Aspidoglossum validum
- Aspidoglossum virgatum
- Aspidoglossum woodii
- Aspidoglossum xanthosphaerum